# Gouvernement de Smolensk
1708–1929
Entités suivantes :
- Oblast Occidental

Le gouvernement de Smolensk (en russe : Смоленская губерния) est une division administrative de l’Empire russe, puis de la République socialiste fédérative soviétique de Russie, située en Russie centrale. Créé en 1708 le gouvernement exista jusqu’en 1929. Sa capitale était la ville de Smolensk. 

## Géographie
Le gouvernement de Smolensk était bordé par les gouvernements de Tver, Moscou, Kalouga, Orel, Tchernigov, Moguilev, Vitebsk et Pskov.
Le territoire du gouvernement de Smolensk est maintenant réparti entre les oblasts de Smolensk, Tver et Kalouga.

## Histoire
Le gouvernement a été créé en 1708 par Pierre le Grand, à partir de 1713 son territoire était partagé entre les gouvernements de Riga et de Moscou avant d'être reconstitué en 1726. En 1775 le gouvernement devient une province (namestnitchestvo) mais retrouve sa forme de gouvernement en 1796. En janvier 1929 le gouvernement est supprimé et son territoire fait partie de l’oblast Occidental.

## Subdivisions administratives
Au début du XXe siècle le gouvernement de Smolensk était divisé en douze ouïezds : Bely, Viazma, Gjatsk, Dorogobouj, Doukhovchtchina, Ielnia, Krasny, Poretchie, Roslavl, Smolensk, Sytchiovka et Ioukhnov.

## Population
En 1897 la population du gouvernement était de 1 525 279 habitants, dont 91,6 % de Russes et 6,6 % de Biélorusses.